# Theodorus Christiaan van Dierendonck
Theodorus Christiaan van Dierendonck (Vlissingen, 6 mei 1893 - ???) was als gepensioneerd kapitein te Bloemendaal lid van de NSB en heerbanleider bij het stafkwartier van de WA. Hij is bekend als de burgemeester van de Gelderse gemeente Ede tijdens de Tweede Wereldoorlog.

## Biografie
Na de vijfjarige hbs in Vlissingen ging Van Dierendonck naar de KMA in Breda. In 1919 werd hij bevorderd tot eerste luitenant. In 1921 trouwde hij en vertrok naar Nederlands-Indië waar hij gedetacheerd werd te Malang bij het KNIL. In 1925 keerde hij terug in Vlissingen. In 1927 woonde hij in Assen. In 1934 werd hij bevorderd tot kapitein.

### Burgemeester
Hij werd op 7 april 1941 door de rijkscommissaris voor het bezette Nederlandse gebied (Arthur Seyss-Inquart) benoemd tot burgemeester van Ede in plaats van de ontslagen Leopold Roland Middelberg. Van Dierendonck stond bekend als zeer antisemitisch en wilde daarom niet meewerken aan het Plan-Frederiks. Dit plan beoogde de bescherming door de Duitse bezetter van een bepaalde groep in Nederland verblijvende Joden, in verband met de maatschappelijke betekenis die zij vóór de Tweede Wereldoorlog voor Nederland of Duitsland hadden gehad. Het in de gemeente Ede gelegen Huize De Biezen maakte deel uit van het Plan-Frederiks. Aangezien Van Dierendonck niet wilde meewerken, werd de gemeentegrens tussen Ede en Barneveld verlegd, zodat het niet meer onder zijn verantwoording viel. Vanaf 17 april 1945 was Leopold Roland Middelberg weer burgemeester.

### Aanhouding en veroordeling
Van Dierendonck bleef burgemeester tot de bevrijding van Ede in april 1945. Hij werd gevangengezet en pas in 1948 berecht. Hij werd veroordeeld tot 5 jaar gevangenisstraf en ontzetting uit het actief en passief kiesrecht. Tevens mocht hij levenslang geen ambt meer bekleden en 15 jaar geen functie binnen de gewapende macht.
Zijn dochter Johanna Eliza van Dierendonck, arbeidscontractante ter gemeentesecretarie van Ede, kreeg in 1946 een ernstige berisping bij beschikking van de burgemeester ‘wegens het te kort schieten in het betrachten van de juiste houding in verband met de bezetting’.
Over Van Dierendoncks verdere leven is weinig bekend. Zijn gezin verhuisde na de oorlog naar een woning in Heemstede en daar ging hij na zijn vrijlating ook wonen.